# Karaim
Karaim  (Karaite), narod turske jezične skupine, naseljen u Litvi, Ukrajini (Krim), Poljskoj i Izraelu. Jezično su najsrodniji Karačajevcima i Kumicima s kojima pripadaju zapadnokipčačkoj grupi. 
Religija Karaima je karaizam, oblik judaizma, ali toliko različit da su ih ruski carevi smatrali ne-židovima, a zahvaljujući tome izbjegli su i nacističkim pogromima i holokaustu. Jedna od njihovih karakteristika je da ne nose filakterije (tefillin) ni na čelu ni na rukama. Njihova sinagoga zove se kenesa.
Porijeklo Karaima je židovsko a govore oni istim jezikom s Kipčacima koi su plemena koja od 8. do 10. stoljeća žive na stepama južne Rusije i Krima. Na područje Litve doći će s Krima između 1397. i 1398. nekoliko stotina njihovih obitelji zajedno s nekoliko tisuća Tatara, i naseliti se u njoj uz dozvolu velikog litvanskog kneza Vytautasa. Karaimi će tu naseliti mjesta Trakai, Biržai, Naujamiestis, Pasvalys i Panevėžys. Njihova populacija danas se različito navodi. Prema njima samima ima ih 257 u Litvi. Po drugim podacima u Litvi ih ima oko 5000. Najviše ih ima u Izraelu 28.000; u Poljskoj 2700; Ukrajini 1100 i 400 u Rusiji